# Alberta Kastilská
Alberta (fl. 1071) byla kastilská královna jako manželka Sancha II. Kastilského (1065–1072).
Byla zaznamenána pouze ve dvou dokumentech. Ten dřívější, datovaný 26. března 1071, je listina vydaná Sanchem klášteru San Pedro de Cardeña. Listina byla vydána při příležitosti setkání Sancha s jeho bratrem, králem Alfonsem VI. Leónským, a jeho sestrami Elvírou a Urracou spolu s vyšším duchovenstvem jeho království v Burgosu, pravděpodobně za účelem projednání špatné vlády jejich bratra, krále Garcíi II. Galicijského. Druhý dokument z 10. května 1071 je soukromou listinou kláštera San Pedro de Arlanza. Pochází z doby vlády Sancha a Alberty v Kastilii a Galicii, což naznačuje, že sesazení Garcíi dohodnuté v Burgosu dříve toho roku provedl Sancho: „Král Sancho a královna Alberta vládnoucí v Kastilii a Galicii“ (regnante rex Sancio et Alberta regina in Castella et in Gallecia).
Jméno Alberta je pro Španělsko 11. století neobvyklé a je pravděpodobné, že pocházela ze zahraničí. Jejich sňatek Sanchovi přinesl prestiž, kterou jeho svobodní bratři ještě neměli. Její cizí původ mu umožnil zůstat mimo síť aristokratických příbuzenských skupin a stranou jejich sporů. Pravděpodobně přežila Sancha, který zemřel v roce 1072, ale její konečný osud není znám.
Původ Alberty není znám. Jediné středověké prameny, které poskytují důkazy v této věci, jsou nespolehlivé. Současník Vilém z Poitiers zaznamenává, že dva z bratrů (Sancho, Alfons a García) požádali o ruku dcery krále Viléma I. Anglického, ale o Vilémovi není známo, že by měl dceru jménem Alberta. Jiné zprávy uvádějí, že Vilémova dcera byla Agáta a že o její ruku žádali Alfons a vévoda Robert Guiscard. Byla zasnoubená s Alfonsem, ale zemřela ještě před svatbou.
Kronika z Nájery z konce 12. století zaznamenává jinou tradici. Tato tradice říká, že Sanchova snoubenka byla dcerou jeho strýce, krále Garcíi Sáncheze III. Navarrského. Znásilnil ji její nemanželský nevlastní bratr Sancho Garcés, který uprchl pod ochranu krále al-Muqtadira ze Zaragozy a krále Ramira I. Aragonského. Na obranu své nevěsty Sancho na oba zaútočil a zabil Ramira v bitvě u Grausu v roce 1070. Tento příběh je však literární výmysl a zcela nespolehlivý. Historická bitva u Grausu se odehrála v roce 1063.
Ačkoli doña Alberta není v legendě o Cidovi významnou postavou, hraje důležitou roli ve hře o třech dějstvích La jura en Santa Gadea (1845) od Juana Eugenia Hartzenbuscha, ve které je El Cid považován za zabitého Ramira. El Cid, který byl v historické bitvě u Grausu, byl také svědkem vydání listiny z 26. března 1071.